# Bente Clod
Bente Clod född 1946, är en dansk författare.
Hon var engagerad i 1970-talets kvinnorörelse och debuterade 1977 med boken Brud.